# Gare de Bainville
Pour les articles homonymes, voir Bainville.
La Gare de Bainville est une gare ferroviaire française, de la ligne de Jarville-la-Malgrange à Mirecourt située sur le territoire de la commune de Bainville-sur-Madon dans le département de Meurthe-et-Moselle en région Grand Est.
Halte Société nationale des chemins de fer français (SNCF), sans desserte, le trafic voyageurs est suspendu depuis décembre 2016.

## Situation ferroviaire
Établie à 224 mètres d'altitude, la gare de Bainville est située au point kilométrique (PK) 15,643 de la ligne de Jarville-la-Malgrange à Mirecourt, entre les gares de Pont-Saint-Vincent (ouverte) et de Xeuilley (fermée).

## Histoire
Le 18 décembre 2016, la gare de gare de Bainville est fermée au service des voyageurs du fait de la suspension de ce service, entre Pont-Saint-Vincent et Vittel. La raison invoquée, par la SNCF : « des soucis de vétusté de la ligne avec des travaux colossaux à réaliser sur les voies. Une réhabilitation évaluée à cent millions d'euros ».

## Service des voyageurs
Halte fermée, le trafic voyageurs est suspendu depuis décembre 2016.